# Megastigmus voltairei
Megastigmus voltairei är en stekelart som först beskrevs av Girault 1925.  Megastigmus voltairei ingår i släktet Megastigmus och familjen gallglanssteklar. Inga underarter finns listade i Catalogue of Life.